# Propratno pismo
Propratno ili motivaciono pismo je pismo kojim se osoba predstavlja i koje prati ostalu dokumentaciju kao što je CV, odnosno radna biografija.

## Za zaposlenje
Osobe koje traže posao često šalju propratno pismo zajedno sa CV-jem ili prijavom za posao kako bi se predstavili potencijalnim poslodavcima i objašnjavajući zašto su prikladni za željeno radno mesto. Poslodavci mogu tragati za jedinstvenim i pažljivo napisanim propratnim pismima da bi lakše izdvojili aplikante koji nisu dovoljno zainteresovani za datu poziciju ili kojima nedostaju osnovne veštine. Propratna pisma se dele prema nameni na dve vrste:
- ona kojima se prijavljujemo za određeno oglašeno radno mesto ("aplikaciono pismo")
- ona kojima izražavamo interesovanje za neku organizaciju u slučaju kada nismo sigurni da li postoji otvoreno radno mesto ("upit")[3]

## Za stručnu praksu
Studentima se obično traže propratna pisma prilikom prijave za stručnu praksu. Takva propratna pisma treba da sadrže primere vannastavnog i akademskog iskustva. Uprkos specifičnostima, propratno pismo za stručnu praksu treba da ima standardan format poslovnog pisma.
- Aplikaciono pismo, kojim odgovaramo na otvoreno radno mesto.
- Upit, kojim prikupljamo informacije o neizvesnim radnim mestima.

## Ostale upotrebe
Propratna pisma mogu takođe, sa marketinškog aspekta, da služe za nalaženje potencijalnih kadindata za posao. Propratna pisma se dovode u vezu sa mnogim poslovnim dokumentima, kao što su prijave za kredit (Hipotekarni kredit), nacrti i predlozi ugovora, i overena dokumentacija. Propratna pisma mogu da posluže da se čitalac zainteresuje ili čak da ubede čitaoca u nešto. Ona jednostavno mogu biti inventar ili sažetak ostalih dokumenata o tome šta će pošiljalac ili primalac propratnog pisma u budućnosti preduzeti.

## Literatura
- Yate, Martin John (2004). „What Is a Cover Letter?”. Cover letters that knock 'em dead (6th изд.). Avon, MA: Adams Media. стр. 1—6. ISBN 978-1-59337-107-4 — преко Google Books.[мртва веза]

## Dodatna literatura
- Enelow, Wendy S.; Kursmark, Louise (2004). Cover letter magic: trade secrets of professional resumé writers (2nd изд.). JIST Works. ISBN 978-1-56370-986-9.

## Spoljašnje veze
- „Comment bien rédiger une lettre de motivation?”. Docs-en-Stock (на језику: French). 21. 7. 2015.